# Udabe-Beramendi
Udabe-Beramendi en basque ou Udave-Beramendi en espagnol est un concejo situé dans la commune de Basaburua dans la Communauté forale de Navarre, en Espagne. Il est constitué de deux hameaux : Beramendi et Udabe.
Udabe-Beramendi est situé dans la zone linguistique bascophone de Navarre.

## Langues
En 2011, 67.2% de la population de Basaburua ayant 16 ans et plus avait le basque comme langue maternelle. La population totale située dans la zone bascophone en 2018, comprenant 64 municipalités dont Basaburua, était bilingue à 60.8%, à cela s'ajoute 10.7% de bilingues réceptifs.

## Patrimoine

### Patrimoine religieux
- À Udabe, l'église paroissiale de Errosarioko Andra Maria (Notre-Dame du Rosaire).
- À Beramendi, l'église paroissiale de San Migel (Église de Saint Michel)[2].